# اوفانیم
اوفانیم (به عبری: אוֹפַנִּים به معنی چرخ‌ها، جمع اوفان) به چرخ‌هایی گفته می‌شود که حزقیال نبی در رؤیای عرش خداوند مشاهده کرد. در طومارهای دریای مرده اینها به عنوان گروهی فرشتگان و در کتاب انوش به عنوان موجودات فرازمینی هستند.

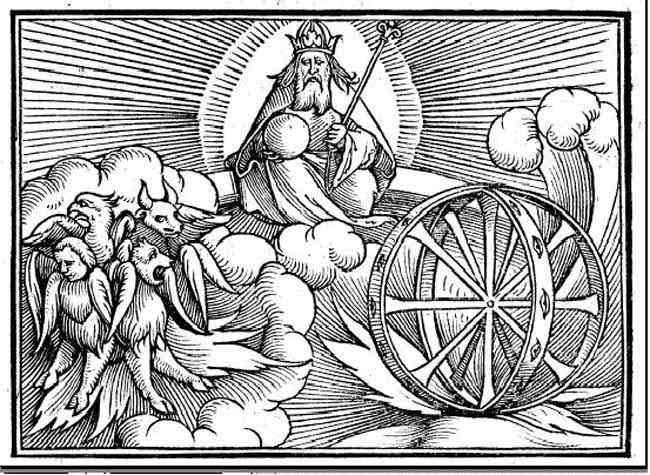
رویای حزقیال در کتاب مقدس زوریخ، اوفانیم به صورت چرخها در سمت راست و چروبیم به صورت موجودات چهار صورت در سمت چپ هستند.

آنها مانند چروبیم و سرافیم هیچگاه نمی‌خوابند و همیشه از عرش خداوند محافظت می‌کنند. این توصیف از اوفانیم با رؤیای دانیال نبی در دانیال ۷:۹ نیز مرتبط است که او چرخهای آتشین را که در کنار چروبیم در زیر عرش خدا هستند توصیف کرده است. در کتاب انوش دوم از آن‌ها به عنوان موجودات با چشم‌های زیاد نام برده شده است. از اوفانیم گاهی به عنوان تختها نیز نام برده شده است.